# Jaljalat
Jaljalat (in arabo جلجلات‎?, «Tuono dirompente») è un gruppo islamico salafita armato operante nella Striscia di Gaza che ha preso ispirazione da al-Qāʿida.
Nato nel 2007 mentre Hamas conquistava il potere, Jaljalat raccoglie fuoriusciti di Hamas ed ex militanti di un altro gruppo vicino ad al-Qāʿida, l'Esercito dell'Islam.
Nel settembre 2009, l'organizzazione rivelò di aver cercato di assassinare il precedente presidente statunitense Jimmy Carter ed il Quartetto del Medio Oriente inviato da Tony Blair.